# Richtungswinkel

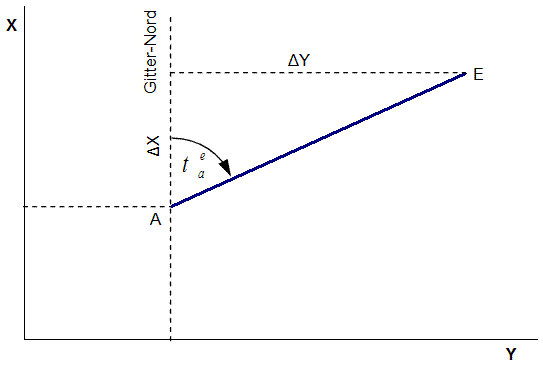
Definition des Richtungswinkels

Richtungswinkel (üblicherweise mit {\displaystyle t} bezeichnet) ist eine in der Mathematik und Geodäsie verwendete Bezeichnung für den Winkel zwischen der Nordrichtung (Gitternord) und einer Geraden oder Strecke. Der Richtungswinkel einer Strecke vom Punkt {\displaystyle A} zum Punkt {\displaystyle E} wird von der Parallelen zur nach Norden ausgerichteten x-Achse durch den Punkt {\displaystyle A} aus rechtsläufig, das heißt im Uhrzeigersinn, angegeben.
In der Navigation bezeichnet man den Richtungswinkel als Kurswinkel, Kompasswinkel oder Marschzahl. Gemeint ist damit dieselbe Größe.

## Berechnung
Gebräuchliche Schreibweisen für den Richtungswinkel sind {\displaystyle t_{A}^{E}} oder {\displaystyle t_{A,E}}. Dabei bezeichnet der Index {\displaystyle A} den Anfangs- oder Standpunkt und der zweite Index {\displaystyle E} den End- oder Zielpunkt.
Für den Richtungswinkel in einem geodätischen Koordinatensystem, d. h. mit geodätisch positivem oder mathematisch negativem Drehsinn, gilt folgende Beziehung:
{\displaystyle \tan t_{A}^{E}={\frac {y_{E}-y_{A}}{x_{E}-x_{A}}}={\frac {\Delta y}{\Delta x}}.}
Bei der polaren Koordinatenberechnung aus kartesischen Koordinaten muss der Quadrant berücksichtigt werden, in dem der Richtungswinkel liegt. Dazu eignet sich die Funktion {\displaystyle \operatorname {arctan} }:
{\displaystyle t_{A}^{E}=\operatorname {arctan} {y_{E}-y_{A} \over x_{E}-x_{A}}=\operatorname {arctan} {\Delta y \over \Delta x}} . Zum Ergebnis muss im 2. und 3. Quadranten 2Pi bzw. 180° bzw. 200 Gon addiert werden, also wenn {\displaystyle \Delta x} negativ ist.
Da bei {\displaystyle \Delta x} = 0 eine Division durch null entstünde, versagt diese Formel bei Geraden, die parallel zur y-Achse liegen und einen Richtungswinkel von 100 oder 300 Gon (90° oder 270°) haben. Der klassische Arkustangens ist also für diese Sonderfälle nicht geeignet. Wissenschaftliche Taschenrechner haben deshalb Funktionen zum Umformen von kartesischen Koordinaten in Polarkoordinaten, Tabellenkalkulationsprogramme die Funktion arctan2. Bei diesen werden {\displaystyle \Delta y} und {\displaystyle \Delta x} als separate Argumente eingegeben, der Quotient {\displaystyle {\Delta y \over \Delta x}} wird also nicht vorher ausgerechnet. Die Funktion erkennt dann die Deltawerte und berücksichtigt alle Sonderfälle beim Ergebnis.
Zu beachten ist allgemein, dass das geodätische Koordinatensystem x- und y-Achse vertauscht, weil im mathematischen System der Richtungswinkel gegen den Uhrzeigersinn – und damit entgegen der Winkelmessrichtung der Vermessungsinstrumente – läuft und die Nullrichtung nicht nach Nord, sondern ostwärts zeigt. Um nicht für alle geodätischen Berechnungen Sonderformeln entwickeln zu müssen, hat man sich entschlossen, stattdessen nur die beiden Achsen zu tauschen. Dadurch können allgemeingültige, mathematische Formeln ohne Anpassung verwendet werden.